# Enfield (Victoria)
Enfield es una localidad rural en Victoria, Australia. La localidad se encuentra en el Golden Plains Shire, cerca de la ciudad regional de Ballarat, 149 kilómetros al oeste de la capital del estado, Melbourne. En el censo de 2011 , Enfield y sus alrededores tenía una población de 394 habitantes.
La oficina de correos de Enfield fue renombrada desde Whim Holes Post office el 19 de noviembre de 1874. Se cerró el 31 de diciembre de 1971.